# Борго Менегон I (Тревизо)
Борго Менегон I је насеље у Италији у округу Тревизо, региону Венето.
Према процени из 2011. у насељу је живело 13 становника. Насеље се налази на надморској висини од 631 м.